# ダン・シモンズ
ダン・シモンズ（Dan Simmons, 1948年4月4日 - ）は、アメリカ合衆国生まれの作家。SF作家、ホラー作家。コロラド州在住。
小学校で教鞭を取るかたわら創作をはじめ、ハーラン・エリスンの勧めで「トワイライト・ゾーン」誌のコンテストに応募した短編「黄泉の川が逆流する」で一席に入選。1982年に同誌でデビュー。

## 作品リスト

### ハイペリオン四部作
ハイペリオン四部作
- 『ハイペリオン』（Hyperion 1989、酒井昭伸訳、早川書房） 1994年
1990年ヒューゴー賞、ローカス賞受賞。1995年第26回星雲賞海外長編賞受賞
- 『ハイペリオンの没落』（The Fall of Hyperion 1990、酒井昭伸訳、早川書房） 1995年
1991年ローカス賞受賞。1992年イギリスSF協会賞受賞。1996年第27回星雲賞海外長編賞受賞
- 『エンディミオン』（Endymion 1996、酒井昭伸訳、早川書房） 1999
- 『エンディミオンの覚醒』（The Rise of Endymion 1997、酒井昭伸訳、早川書房） 1999
1998年ローカス賞受賞

### 「ジョー・クルツ」シリーズ
- 『鋼』（Hardcase 2001、嶋田洋一訳、早川書房） 2002年
- 『雪嵐』（Hard Freeze 2002、嶋田洋一訳、早川書房） 2003年
- Hard as Nails (2003)

### イリアム / オリュンポス
- 『イリアム』（Ilium 2003、酒井昭伸訳、早川書房） 2006年
2004年ローカス賞受賞
- 『オリュンポス』（Olympos 2005、酒井昭伸訳、早川書房） 2007年

### その他の長篇
- 『カーリーの歌』（Song of Kali 1985、柿沼瑛子訳、早川書房） 1988年
1986年世界幻想文学大賞受賞
- 『殺戮のチェスゲーム』（Carrion Comfort 1989、柿沼瑛子訳、早川書房） 1994年
1990年ローカス賞、ブラム・ストーカー賞受賞
- 『重力から逃れて』（Phases of Gravity 1989、越川芳明訳、早川書房） 1998年
- Prayers to Broken Stones (1990)
- Going After the Rubber Chicken (1991)
- 『サマー・オブ・ナイト』（Summer of Night 1991、田中一江訳、扶桑社） 1994年
1992年ローカス賞受賞
- Summer Sketches (1992)
- 『夜の子供たち』（Children of the Night 1992、布施由紀子訳、角川書店） 1995年
1993年ローカス賞受賞
- 『うつろな男』（The Hollow Man 1992、内田昌之訳、扶桑社） 1996年
- 『エデンの炎』（Fires of Eden 1995、嶋田洋一訳、角川書店） 1998年
1995年ローカス賞受賞
- 『諜報指揮官ヘミングウェイ』（The Crook Factory 1999、小林宏明訳、扶桑社） 2002年
- 『ダーウィンの剃刀』（Darwin's Blade 2000、嶋田洋一,渡辺庸子訳、早川書房） 2002年
- A Winter's Haunting (2002)
- 『ザ・テラー 極北の恐怖』（The Terror 2007、嶋田洋一訳、早川書房） 2007年
- Muse of Fire (2008)
- Drood (2009)

### 短篇集、中篇集
- 『愛死』（Lovedeath 1993、嶋田洋一訳、角川書店） 1994年 - 中篇集
「バンコクに死す」：ローカス賞・ブラム・ストーカー賞受賞
「真夜中のエントロピー・ベッド」：ローカス賞受賞
- Worlds Enough and Time (2002)
- 『夜更けのエントロピー』 (Entropy's Bed at Midnight、嶋田洋一訳、河出書房新社、奇想コレクション） 2003年 - 日本オリジナル短篇集
「黄泉の川が逆流する」 (The River Styx Runs Upstream) :デビュー作、トワイライト・ゾーン・マガジン誌のコンテスト一位
「ベトナムランド優待券」 (E-Ticket to 'Namland)　
「ドラキュラの子供達」 (All Draculla's Children) ：ローカス賞受賞
「夜明けのエントロピー」 (旧題：真夜中のエントロピー・ベッド Entropy's Bed at Midnight) ：ローカス賞受賞
「ケリー・ダールを探して」 (Looking for Kelly Dahl)
「最後のクラス写真」 (This Year's Class Picture) ：世界幻想文学大賞・ブラム・ストーカー賞・星雲賞受賞
「バンコクに死す」 (Dying in Bangkok) ：ローカス賞・ブラム・ストーカー賞受賞
- 『ウルフェント・バンデローズの指南鼻』(The Guiding Nose of Ulfänt Banderōz)：ジャック・ヴァンスへのトリビュートアンソロジーに収録された、ダイイング・アースもの。酒井昭伸による日本語訳がSFマガジン2016年8月号および10月号に分載。

## 映像化作品
- ザ・テラー